# Valeriano II
Publio Licinio Cornelio Valeriano más conocido como Valeriano II (en latín, Publius Licinius Cornelius Valerianus) fue el hijo mayor del emperador romano Galieno y de la Augusta Cornelia Salonina y el nieto del emperador Valeriano. Todavía niño, fue asociado por su padre y su abuelo al poder imperial, con el título de César, pero falleció dos años más tarde.

## Biografía

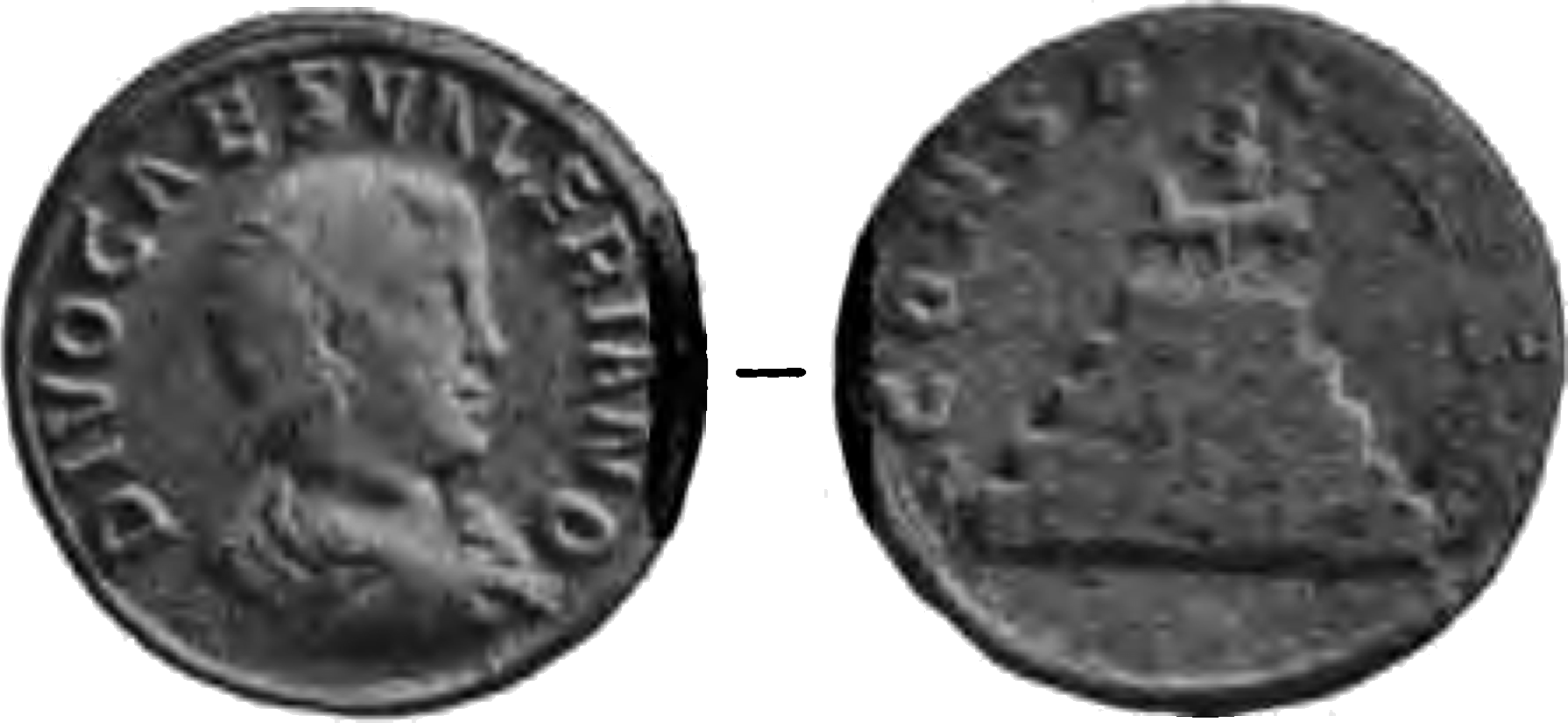
Moneda conmemorativa de la divinización de Valeriano el Joven. Anverso : DIVO CAES VALERIANO. Reverso : CONSECRATIO y pira funeraria

Claude Brenot observa sobre una parte de los perfiles monetarios del César Valeriano un peinado particular, el cráneo afeitado excepto una mecha de cabellos justos por encima de la oreja derecha, más o menos visible según la calidad de la acuñación y el desgaste de las monedas. Los retratos monetarios son bastante a menudo realistas, se podría entonces hacer una aproximación con el rizado de pelo de Harpócrates, el Horus niño de la mitología egipcia cuyo culto perdura en aquella época romana, asociado al de Isis. Según esta interpretación de sus efigies monetarias, el joven Valeriano podría haber sido puesto al amparo de Isis. Un indicio en este sentido es la alusión a las « iniciaciones impuras » que, según la Historia eclesiástica, un mago egipcio habría aconsejado a Valeriano al tiempo que la eliminación de los cristianos. Si tal es el caso, Valeriano tenía entonces menos de catorce años, porque esta mecha de cabellos era ritualmente cortada a la llegada de la pubertad.
El joven Valeriano es elevado al rango de César con el título honorífico de príncipe de la juventud, sin duda al finalizar el verano 256 según el análisis numismático de las monedas de Alejandría y una inscripción sobre papiro, mientras que su padre Galieno y su abuelo Valeriano son coemperadores. Esta promoción tiene posiblemente como objetivo reforzar la dinastía y repartir geográficamente el poder imperial sobre los sectores más amenazados del Imperio. Mientras que el emperador Valeriano reside en Antioquía para enfrentar la amenaza persa, Galieno instala a su hijo en la provincia de Panonia mandada por el dux Ingenuo, sobre la frontera del Danubio, y va él mismo a atender la frontera del Rin con Salonino, su segundo hijo.
Valeriano II murió en el verano 258, por causas desconocidas. Esta fecha está confirmada por dos papiros egipcios: la última mención del colegio imperial con ambos augustos Valeriano y Galieno y el césar Valeriano es del 15 de febrero de 258, mientras que los augustos Valeriano y Galieno y el césar Salonino figuran sobre otro papiro del 25 de julio de 258. El óbito de Valeriano II está ligado tal vez a la usurpación de Ingenuo, al que esta muerte deja como único representante del poder sobre este frente y que intenta proclamarse emperador en 258,.
Para sus funerales, Valeriano el Joven tuvo honores de Apoteosis, como atestiguan las monedas emitidas en conmemoración de su consagración. Su hermano Salonino le sucedió con el rango de César.